# Agapornithini
Agapornithini – plemię ptaków z podrodziny dam (Loriinae) w rodzinie papug wschodnich (Psittaculidae).

## Zasięg występowania
Plemię obejmuje gatunki występujące w Australazji, Azji Południowo-Wschodniej i Południowej oraz Afryce.

## Systematyka
Do plemienia należą następujące rodzaje:
- Bolbopsittacus Salvadori, 1891 – jedynym przedstawicielem jest Bolbopsittacus lunulatus (Scopoli, 1786) – kusogonka
- Loriculus Blyth, 1849
- Agapornis Selby, 1836